# 雨漏り
雨漏り（あまもり）は、雨が意図しない場所から建築物などの内部へ侵入すること。雨漏りは建物だけでなく乗り物類やテント類でも起きる。

## 建築物の場合

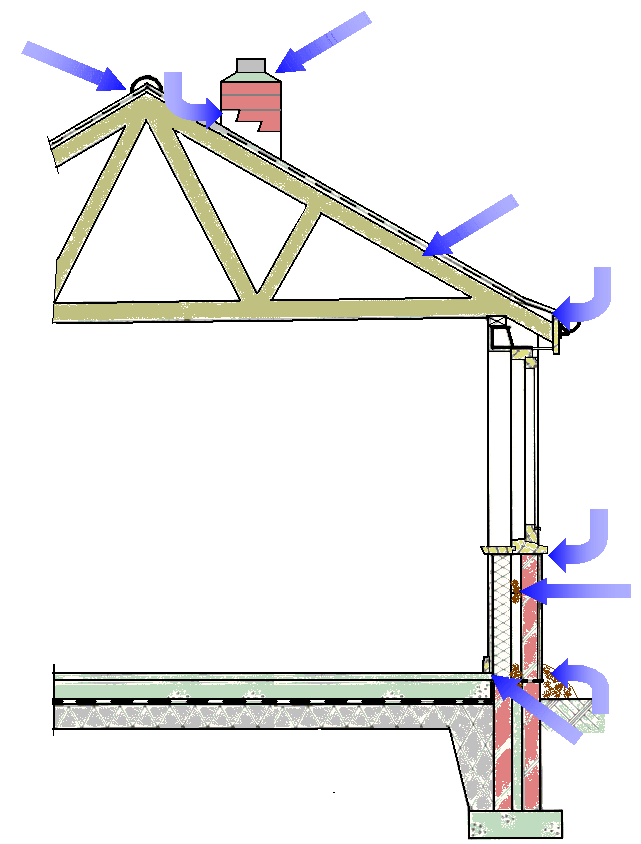
雨水が建物に侵入しがちな箇所

建築物の雨漏りは次のようなことが原因で起きうる。
- 設計の欠陥。設計上の想定の見込み違い。
- 建築材料の選択の誤り
- 施工のミス、手抜き、忘れ
- 建築材料の劣化
- 雨樋などに木の葉や塵が溜まり機能不全を起こすこと
- 強風による屋根の歪み
- 強風による屋根瓦の欠落

などである。
多様化する工法、部材等により、複雑化する雨漏りメカニズムを究明するために、雨漏りに関する調査、研究、教育を担う｢特定非営利活動法人 雨漏り診断士協会｣があり、保有する豊富な構造別検証データ等から体系的に「雨漏り診断」の技術を学ぶことが出来る。
近年では、雨漏りの浸出位置を推察するための補助的な機器として、赤外線カメラによるサーモグラフィー法が利用される場合がある。

## 乗り物の雨漏り
雨漏りは、自動車でも発生する。たとえばルーフキャリアを設置する際に屋根への施工に不備があったり、経年による錆で自動車の屋根（ルーフ）に微小な穴があく、ルーフと側面の継ぎ目に（ほとんど見えない）錆による穴があく、そのほか外から見えにくいトランク蓋まわりの水はけ用の溝に錆で穴があく、防水用ゴムパッキン（窓ガラスやドアやトランクの蓋の周囲にある）が劣化しひび割れる、などといったことが原因である。
中古車の売買においては買い手側が購入前の時点でこの問題に気付きにくいということもある。新車であっても設計不良や工場出荷時の検査不備によって雨漏りする自動車が市場に流通し、購入者らがメーカーを相手取り集団訴訟を起こした事例もある。
鉄道車両においても経年劣化等により雨漏りが発生することがある。そうした場合は別の車両に入れ替えるといった措置が取られることがある。